# Imasu-juku

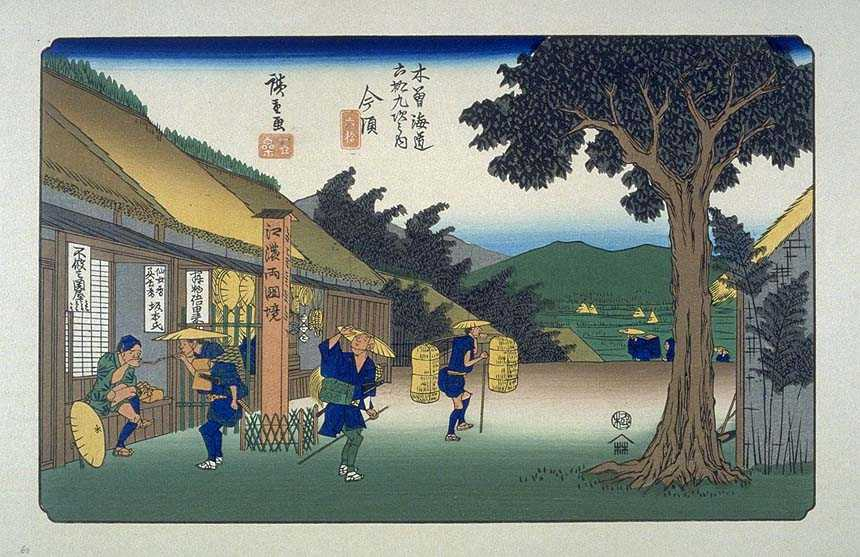
Imasu-juku, estampe de Hiroshige de la série Les Soixante-neuf Stations du Kiso Kaidō.

Imasu-juku (今須宿, Imasu-juku) était la cinquante-neuvième des soixante-neuf stations du Nakasendō. Elle est située dans la ville moderne de Sekigahara, district de Fuwa, préfecture de Gifu au Japon.

## Histoire
Cette shukuba de la période Edo était florissante le long du Nakasendō car elle mettait aussi en relation avec Kurihangaidō (九里半街道), route commerçante qui reliait les rives nord-ouest du lac Biwa à Kohama. Avec Tarui-juku, ce fut la première station du Gokaido à être desservie par voiture.
En 1843, la station comptait 1 784 résidents et 464 bâtiments, dont un honjin, deux honjin secondaires et 13 hatago.

## Stations voisines
Nakasendō
Sekigahara-juku – Imasu-juku – Kashiwabara-juku